# Syrine Ebondo
Syrine Ebondo, nata Balti (in arabo سيرين البلطي‎?; Tunisi, 31 ottobre 1983), è un'astista tunisina.
È una delle migliori astiste africane ed è stata sette volte campionessa continentale. La sua miglior prestazione personale di 4,21 m, ottenuta nel 2006, è stata record nazionale tunisino fino al 2019, quando è stata superata dai 4,31 m ottenuti da Dorra Mahfoudhi.

## Biografia
Vinse la sua prima medaglia in una competizione internazionale all'età di quindici anni, quando fu prima ai campionati africani juniores del 1999. Successivamente, ha conquistato sette titoli continentali tra il 2000 e il 2016, ai quali si aggiungono una medaglia d'oro ai Giochi panafricani (2015), due ai Giochi panarabi (1999 e 2004) e due ai campionati arabi di atletica leggera (2005 e 2013). Ha al suo attivo anche una medaglia d'argento e una di bronzo ai Giochi della Francofonia, rispettivamente nel 2005 e 2013.

## Record nazionali

### Juniores
- Salto con l'asta indoor: 4,10 m (2001)

### Seniores
- Salto con l'asta: 4,21 m ( Bambous, 10 agosto 2006)
- Salto con l'asta indoor: 4,23 m ( Nizza, 8 febbraio 2014)

## Palmarès
| Anno | Manifestazione               | Sede         | Evento           | Risultato | Prestazione | Note                          |
| ---- | ---------------------------- | ------------ | ---------------- | --------- | ----------- | ----------------------------- |
| 1999 | Campionati africani juniores | Tunisi       | Salto con l'asta | Oro       | 3,65 m      |                               |
| 1999 | Giochi panarabi              | Amman        | Salto con l'asta | Oro       | 3,60 m      |                               |
| 1999 | Giochi panafricani           | Johannesburg | Salto con l'asta | Finale    | nm          |                               |
| 2000 | Campionati africani          | Algeri       | Salto con l'asta | Oro       | 3,85 m      |                               |
| 2001 | Giochi della Francofonia     | Ottawa       | Salto con l'asta | 9ª        | 3,75 m      |                               |
| 2001 | Giochi del Mediterraneo      | Tunisi       | Salto con l'asta | 6ª        | 3,70 m      |                               |
| 2002 | Campionati mondiali juniores | Kingston     | Salto con l'asta | 9ª        | 3,90 m      |                               |
| 2002 | Campionati africani          | Tunisi       | Salto con l'asta | Oro       | 4,06 m      |                               |
| 2004 | Campionati africani          | Brazzaville  | Salto con l'asta | Oro       | 4,00 m      |                               |
| 2004 | Giochi panarabi              | Algeri       | Salto con l'asta | Oro       | 3,90 m      |                               |
| 2005 | Campionati arabi             | Tunisi       | Salto con l'asta | Oro       | 3,80 m      |                               |
| 2005 | Giochi della Francofonia     | Niamey       | Salto con l'asta | Argento   | 4,05 m      |                               |
| 2006 | Campionati africani          | Bambous      | Salto con l'asta | Oro       | 4,21 m      | Miglior prestazione personale |
| 2012 | Campionati africani          | Porto-Novo   | Salto con l'asta | Oro       | 3,80 m      |                               |
| 2013 | Campionati arabi             | Doha         | Salto con l'asta | Oro       | 4,10 m      |                               |
| 2013 | Giochi della Francofonia     | Nizza        | Salto con l'asta | Bronzo    | 4,10 m      |                               |
| 2014 | Campionati africani          | Marrakech    | Salto con l'asta | Oro       | 4,10 m      |                               |
| 2015 | Giochi panafricani           | Brazzaville  | Salto con l'asta | Oro       | 4,10 m      |                               |
| 2016 | Campionati africani          | Durban       | Salto con l'asta | Oro       | 4,00 m      |                               |